# Alvin Sims
Alvin Joseph Sims (nacido el 18 de octubre de 1974 en Paris, Kentucky) es un exjugador de baloncesto estadounidense que jugó una temporada en la NBA, desarrollando el resto de su carrera profesional en diferentes ligas menores de su país, en Europa y en Oriente Medio. Con 1,93 metros de estatura, jugaba en la posición de base.

## Trayectoria deportiva

### Universidad
Jugó cuatro temporadas en los Cardinals de la Universidad de Louisville, en las que promedió 8,3 puntos, 1,9 asistencias y 3,9 rebotes por partido En su última temporada fue incluido en el segundo mejor quinteto de la Conference USA, y elegido jugador defensivo del año de la conferencia.

### Profesional
Tras no ser elegido en el Draft de la NBA de 1997, jugó una temporada en los Quad City Thunder de la CBA, en la que fue elegido rookie del año. Tras un breve paso por la USBL, fichó por el Panionios BC griego, con quienes disputó la Copa Korac en la que promedió 22,6 puntos y 2,7 rebotes por partido.
Casi al final de la temporada 1998-99 de la NBA fichó como agente libre por los Phoenix Suns, con los que jugó cuatro partidos en los que promedió 2,8 puntos y 1,0 rebotes. Al año siguiente fichó por el Makedonikos B.C. griego, y posteriormente por el Roseto Basket de la liga italiana, donde promedió 15,3 puntos y 2,6 rebotes por partido.
En 2002 fichó por el Strasbourg IG de la liga francesa, con los que jugó una temporada en la que promedió 14,3 puntos y 3,1 rebotes por partido. Tras un breve paso por su país, regresó a la liga italiana para jugar en el Pallacanestro Trieste, donde jugó una temporada en la que promedió 15,4 puntos y 4,0 rebotes por encuentro. Al año siguiente fichó por el Pallacanestro Reggiana, pero únicamente disputó ocho partidos, promediando 11,6 puntos y 2,5 rebotes.
En 2004 fichó por el Petrochimi Iman Harbour BC de la Superliga de Irán, regresando al año siguiente a la liga francesa para jugar en el Pau-Orthez, donde únicamente disputó 4 partidos en los que promedió 3,5 puntos. Acabó su carrera en países con poca tradición baloncestística, como Austria y Líbano.

## Estadísticas de su carrera en la NBA

### Temporada regular
| Temporada | Edad | Equipo       | Liga | Pos. | P | TIT | MIN | TC  | TCA | %TC  | 3P  | 3PA | %3P   | 2P  | 2PA | %2P  | TL  | TLA | %TL  | R.OF. | R.DEF. | REB | ASIS | ROB | TAP | PER | FP  | PTS |
| 1998-99   | 24   | Phoenix Suns | NBA  | SG   | 4 | 0   | 6.3 | 1.0 | 2.5 | .400 | 0.3 | 0.3 | 1.000 | 0.8 | 2.3 | .333 | 0.5 | 1.3 | .400 | 0.8   | 0.3    | 1.0 | 1.3  | 0.5 | 0.0 | 1.5 | 0.5 | 2.8 |
| Total     |      |              | NBA  |      | 4 | 0   | 6.3 | 1.0 | 2.5 | .400 | 0.3 | 0.3 | 1.000 | 0.8 | 2.3 | .333 | 0.5 | 1.3 | .400 | 0.8   | 0.3    | 1.0 | 1.3  | 0.5 | 0.0 | 1.5 | 0.5 | 2.8 |